# شوردهنه
شوردهنه (به ترکی آذربایجانی: Birinci Şordəhnə) یک منطقهٔ مسکونی در جمهوری آذربایجان است که در شهرستان آغ‌داش واقع شده‌است.